# Bouran Voronej
Le HK Bouran Voronej - en russe : Хоккейный клуб «Буран» г.Воронеж - est un club de hockey sur glace de Voronej dans l'oblast de Voronej en Russie. Il évolue en Pervaïa Liga.

## Historique
Le club est fondé en 1936. Il a durant son histoire porté le nom de Dinamo Voronej.

## Palmarès
- Aucun titre.